# Pompertuzat
Pompertuzat – miejscowość i gmina we Francji, w regionie Oksytania, w departamencie Górna Garonna.
Według danych na rok 1990 gminę zamieszkiwało 821 osób, a gęstość zaludnienia wynosiła 151 osób/km² (wśród 3020 gmin regionu Midi-Pireneje Pompertuzat plasuje się na 402. miejscu pod względem liczby ludności, natomiast pod względem powierzchni na miejscu 1454.).